# بازن (نام خانوادگی)
بازن (فرانسوی: Bazin‎) یک نام خانوادگی فرانسوی از ریشهٔ ژرمنی است. افراد سرشناس با این نام از این قرارند:
- آندره بازن، نظریه‌پرداز و منتقد فرانسوی فیلم اهل فرانسه
- اروه بازن، نویسندهٔ فرانسوی
- مارسل بازن، جغرافی‌دان و انسان‌شناس فرانسوی